# Crecimiento exponencial

Crecimiento exponencial
Crecimiento lineal
Crecimiento potencial (cúbico)

La expresión crecimiento exponencial también llamado crecimiento continuo se aplica a una magnitud tal que su variación en el tiempo es proporcional a su valor, lo que implica que crece cada vez más rápido en el tiempo, de acuerdo con la ecuación:

{\displaystyle M_{t}=M_{0}\cdot a^{rt}\,}

Donde:
{\displaystyle M_{t}} es valor de la magnitud en el instante {\displaystyle t>0};
{\displaystyle M_{0}} es el valor inicial de la variable, valor en {\displaystyle t=0}, cuando empezamos a medirla;
{\displaystyle r} es la llamada tasa de crecimiento instantánea, tasa media de crecimiento durante el lapso transcurrido entre {\displaystyle t=0}  y {\displaystyle t>0};
{\displaystyle a} es cualquier constante mayor que 1.
Se puede ilustrar el crecimiento exponencial tomando en la ecuación {\displaystyle M_{0}=1}, {\displaystyle a=2}, {\displaystyle r=1} y {\displaystyle t} un valor entero. Por ejemplo, si {\displaystyle t=4}, entonces {\displaystyle M_{t}=2^{4}=16}. Si {\displaystyle t=10} entonces {\displaystyle M_{t}=1024}. Y así sucesivamente.

## Fenómenos que crecen de forma exponencial
Algunos fenómenos que pueden ser descritos por un crecimiento exponencial, al menos durante un cierto intervalo de tiempo, son:
1. El número de células de un embrión mientras se desarrolla en el útero materno.
2. En una economía sin trastornos, los precios crecen exponencialmente, donde la tasa coincide con el índice de inflación.
3. El número de contraseñas posibles con {\displaystyle n} dígitos crece exponencialmente con {\displaystyle n}.
4. El número de operaciones cálculos necesarios para resolver un problema NP-completo crece exponencialmente con el tamaño de la entrada, representable o codificable mediante un número entero.
5. El número de bacterias que se reproducen por fisión binaria.
6. El número de miembros en poblaciones de ecosistemas cuando carecen de depredador y los recursos son ilimitados (no existe competencia intraespecífica).

## Ecuaciones diferenciales
El crecimiento es exponencial cuando el crecimiento de la función en un punto es proporcional al valor de la función en ese punto, lo que se puede expresar mediante la ecuación diferencial de primer orden:

(1){\displaystyle {\begin{cases}{\cfrac {dM}{dt}}=rM\\M(0)=M_{0}\end{cases}}}

Donde {\displaystyle M_{0}\;} es el valor inicial de la magnitud cuyo crecimiento exponencial se está estudiando (es decir, el valor de la magnitud para {\displaystyle t=0}). La solución a esta ecuación (1) para cualquier instante de tiempo posterior es la ecuación de crecimiento exponencial:

{\displaystyle M(t)=M_{0}e^{rt}\;}

Para {\displaystyle t>0} puede verse que {\displaystyle M(t)>M_{0}\;} (siempre y cuando el crecimiento sea positivo {\displaystyle r>0}).

### Catástrofe malthusiana
La catástrofe malthusiana debe su nombre al demógrafo y economista político conservador Thomas Robert Malthus y la  visión pesimista del crecimiento de población expuesta en su obra Ensayo sobre el principio de la población. Las tesis de Malthus aunque desajustadas a los hechos, tuvieron gran influencia política. Malthus llegó a afirmar que el crecimiento de la población libre de contenciones era un crecimiento exponencial, mientras que la producción de alimentos según su argumento era un crecimiento lineal. Puesto que la tasa de crecimiento de la población era más acelerada que la de alimentos a partir de un cierto umbral de población, Malthus pronosticó que habría una escasez de alimentos y una gran hambruna hacia mediados del siglo XIX. La gran hambruna predicha por Malthus jamás se produjo mostrando que los presupuestos lógicos de Malthus eran simplistas y en ocasiones hasta erróneos.
Expresado en ecuaciones diferenciales el argumento de Malthus era el siguiente. Si {\displaystyle P(t)}es la población en el año {\displaystyle t} y {\displaystyle A(t)} la cantidad total de alimentos las hipótesis de crecimiento lineal y exponencial son:

(2a, 2b){\displaystyle {\frac {dP(t)}{dt}}=rP(t),\qquad \qquad {\frac {dA(t)}{dt}}=kA_{0}}

La solución de las dos ecuaciones anteriores lleva a que la cantidad de alimento por persona viene dada por:

{\displaystyle a(t)={\frac {A(t)}{P(t)}}={\frac {A_{0}(1+kt)}{P_{0}e^{rt}}}=a_{0}(1+kt)e^{-rt}}

Donde {\displaystyle P_{0}} es la población inicial y {\displaystyle A_{0}} es la cantidad inicial de alimentos. Supongamos ahora que la cantidad mínima de alimentos o ingesta mínima por persona es {\displaystyle a_{min}}, entonces si las hipótesis de Malthus hubieran sido correctas para todo instante del tiempo, la cantidad de alimentos por persona se habría reducido hasta ser inferior a la cantidad mínima de alimentos por persona en el instante de la catástrofe malthusiana {\displaystyle t_{CM}}:

(*){\displaystyle a(t_{CM})=a_{min}\Rightarrow {\frac {1+kt_{CM}}{e^{rt_{CM}}}}\leq {\frac {a_{min}}{a_{0}}}}

Puede verse que para cualesquiera valores positivos de {\displaystyle r,k,A0,P0} y {\displaystyle a_{min}} existe un instante del tiempo dado por {\displaystyle t_{CM}} en el que se produce indefectiblemente la catástrofe malthusiana, si las ecuaciones de evolución (2b 2a, 2b) no cambian en todo el proceso. La solución de (*) viene dada mediante la función W de Lambert:

{\displaystyle t_{CM}=-{\frac {1}{r}}-{\frac {1}{k}}W\left(-r{\frac {a_{min}}{a_{0}}}e^{-r/k}\right)}

### Curva logística
La curva logística es un refinamiento del crecimiento exponencial. Cuando una magnitud crece en un sistema finito, a partir de cierto punto el tamaño finito del sistema limita el crecimiento de la magnitud al no existir recursos abundantes suficientes para seguir permitiendo el crecimiento exponencial. Un caso típico son los ecosistemas biológicos donde ciertas especies basan su supervivencia en altas tasas de reproducción o natalidad(estrategia {\displaystyle r}). Inicialmente cuando existe un pequeño número de individuos el crecimiento es exponencial, pero a partir de cierto momento el hecho de que los recursos alimentarios del territorio no sean infinitos "satura" el crecimiento. En esos casos el crecimiento de la población {\displaystyle P} con el tiempo {\displaystyle (t)} responde a la siguiente ecuación diferencial:

(3){\displaystyle {\frac {dP}{dt}}=rP\left(1-{\frac {P}{K}}\right)}

Donde la constante {\displaystyle r} define la tasa de crecimiento y {\displaystyle K} es la capacidad, que está asociada a la saturación del sistema. Cuando {\displaystyle P} es pequeña, esta ecuación se parece a la ecuación (1) del crecimiento exponencial, pero para valores no despreciables frente al valor de {\displaystyle K}el comportamiento cambia.
La solución general a la ecuación (3) es la función logística, usualmente llamada curva logística. La solución general de la ecuación, siendo {\displaystyle P_{0}} la población inicial, viene dada por:

{\displaystyle P(t)={\frac {KP_{0}e^{rt}}{K+P_{0}\left(e^{rt}-1\right)}}}

Donde: {\displaystyle \lim _{t\to \infty }P(t)=K.\,}

### EstrategiasKyr
La teoría de la selección r/K hipotetiza que las fuerzas evolutivas operan en dos direcciones diferentes: r o K en relación con la probabilidad de supervivencia de individuos de diferentes especies de plantas y animales. Estos términos algébricos se derivan de la ecuación diferencial de Verhulst de la dinámica de poblaciones biológicas.

{\displaystyle {\frac {dN}{dt}}=rN\left(1-{\frac {N}{K}}\right)\qquad \!}

en donde:
{\displaystyle r} es la tasa de reproducción de la población
{\displaystyle N}es el tamaño de la población
{\displaystyle K} es la capacidad de carga del ambiente
De acuerdo con la teoría de selección r/K:
- Algunas especies siguen una estrategia r producen numerosos descendientes, cada uno de los cuales posee una probabilidad de supervivencia baja, y la especie es poco dependiente del futuro de un pequeño número de individuos.
- Otras especies con estrategia K invierten gran cantidad de recursos en unos pocos descendientes, cada uno de los cuales tiene una alta probabilidad de supervivencia,[1] esa estrategia puede resultar exitosa pero hace a la especie vulnerable respecto a la suerte de un pequeño número de individuos.

Las plantas anuales o perennes, con abundantes semillas, pequeñas, sin compuestos secundarios ni otras defensas contra la depredación son típicas de estrategia r : pinos, robles, ceibas, pastos y yerbas en general; mientras que árboles con pocas semillas, grandes, ricas en nutrientes, cargadas de alcaloides o con defensas mecánicas (espinas, cortezas duras, etc.), son típicas de estrategia K: palma de coco, aguacate, zapote. En forma análoga, los invertebrados terrestres y acuáticos, muchas especies de peces, producen innumerables propágulos que se dispersan pasivamente, sufren altas tasas de depredación -estrategia r, vs. aves y mamíferos que invierten tiempo y energía en el cuidado de sus hijos, durante períodos prolongados, son el epítome de los estrategas K. Estos ejemplos subrayan el hecho de que r y K son extremos de un espectro de adaptaciones; de facto la mayoría de las especies tanto de plantas como de animales manifiestan estrategas intermedias.

## Decrecimiento exponencial
También es de interés físico el decrecimiento exponencial, por el cual una cierta magnitud {\displaystyle M} con el tiempo disminuye su valor, o se "atenúa" según una ley exponencial negativa del tipo:

{\displaystyle M_{t}=M_{0}e^{-t/\tau }\,}

Algunos fenómenos que siguen procesos de decrecimiento o atenuación exponencial son:
1. La velocidad de un pequeño objeto sobre el que no actúan fuerzas en el seno de un fluido en reposo.
2. La intensidad de corriente en un circuito eléctrico de continua con inductancia nula al que se le retira la tensión eléctrica.
3. El número de átomos de una substancia radioactiva que se desintegran por unidad de tiempo.
4. La intensidad luminosa de un haz de luz que se propaga en un medio absorbente.
5. La probabilidad de supervivencia de ciertas especies que no muestran envejecimiento celular genéticamente determinado como muchos reptiles.
6. El coeficiente de influencia en las sinapsis neuronales, lo cual explica el olvido a largo plazo.